# Coplestone Bampfylde (2e baronnet)
Coplestone Bampfylde, 2e baronnet (ca. 1633 - 9 février 1692) de Poltumore et North Molton et Warleigh, Tamerton Foliot, dans le Devon, est un homme politique anglais qui siège à la Chambre des communes à divers moments entre 1659 et 1689.

## Origines
Bampfylde est le fils aîné de John Bampfylde (1er baronnet) (1590-1650), de Poltimore et North Molton, et de sa femme Gertrude Coplestone, fille d'Amyas Coplestone et cohéritière de son frère John Coplestone. Il est le beau-frère de William Morice (1er baronnet), époux de sa sœur Gertrude Bampfylde.

## Carrière
Il s'inscrit au Corpus Christi College d'Oxford le 20 mars 1651 où il se lie d'amitié avec John Drake (1er baronnet). Il devient baronnet en 1651 à la mort de son père. Il est nommé juge de paix du Devon en 1656 et un an plus tard, il est commissaire à l'évaluation. En 1659, Bampfylde est élu député de Tiverton, Devon, dans le troisième parlement du protectorat. Bien que son père et deux de ses oncles soient considérés comme des parlementaires, Bampfylde lui-même est un royaliste très actif. En février 1660, il remet une pétition de la population du Devon pour plus de droits au général du roi George Monck, et est pour cela temporairement emprisonné dans la Tour de Londres. En 1660, il est nommé commissaire de la milice, puis colonel de la milice du Devon. Il devient le premier haut shérif du Devon après la restauration de la monarchie et visite le circuit occidental en tant que commissaire d'Oyer et de Terminer. Il est sous-lieutenant du Devon à partir de 1661 et travaille comme commissaire aux corporations au cours des deux années suivantes. En 1671, Bampfylde est élu député du Devon en 1671 lors d'une élection partielle au Parlement cavalier siège qu'il occupe jusqu'en 1679. Il est raisonnablement diligent en tant que député, jusqu'au déclenchement du complot papiste à l'automne 1678, lorsque l'atmosphère politique hystérique l'amène à se retirer dans sa maison. Il vote généralement avec le parti de la Cour, surtout après son second mariage, alors qu'il est très influencé par son beau-père Sir Courtenay Pole, qui jouit de l'estime personnelle de Charles II. Il est de nouveau élu député du Devon en 1685 et occupe le siège jusqu'en 1689. Il soutient d'abord la Glorieuse Révolution, mais dans ses dernières années, il devient un critique sévère du nouveau régime.

## Mariage et descendance
Il se marie deux fois :
- Le 16 novembre 1655 à Margaret Bulkeley, fille de Francis Bulkeley de Burgate, Hampshire[7], dont il a deux fils et une fille : 
  - Hugh Bampfield (d. 1690), fils aîné et héritier présomptif, décédé avant son père, mort dans une chute de cheval[7]. Il épouse Mary Clifford, fille de James Clifford de Ware, dont il a un fils Coplestone Bampfylde (3e baronnet).
  - Coplestone Bampfylde (1659-1669), décédé jeune âgé de 10 ans et dont le monument subsiste sur le côté sud du chœur de l'église St Mary, Tamerton Foliot. Son effigie, vêtue comme un homme adulte[8] est représentée assise à un bureau avec la main sur un livre et porte une robe et un bandeau avec une grande perruque touffue[9].
  - John Coplestone Bulkeley Bampfield, décédé sans descendance.
  - Margaret Bampfield, décédée en bas âge.
- À Houghton, Devon, le 21 octobre 1674[3] à Jane Pole, fille de Courtenay Pole (2e baronnet) de Shute, Devon et sa femme Urith Shapcote ; sans descendance. Elle se remarie avec Edward Gibbons[3].

Bampfyle est mort de la goutte à Warleigh et est enterré à Poltimore. Sur son lit de mort, il demande à sa famille assemblée de prêter serment de fidélité à l'Église d'Angleterre et à la couronne.
Son fils aîné Hugh Bampfield l'ayant précédé dans la tombe d'un an, il est remplacé comme baronnet par son petit-fils Coplestone Bampfylde, 3e baronnet.